# کناریک (هنرپیشه)
مارگاریت گراسیمی بابالیان (ارمنی: Մարգարիտ Գերասիմի Բաբալյան؛ با نام هنری کناریک (ارمنی: Քնարիկ) ۲۲ ژانویهٔ ۱۸۸۰ – ۲۶ دسامبر ۱۹۰۷) یک بازیگر اهل ارمنستان بود. وی بین سال‌های - تا - میلادی فعالیت می‌کرد.

## زندگی‌نامه
وی با نام اصلی مارگاریت گراسیمی بابالیان در ۲۲ ژانویه ۱۸۸۰ در آستراخان به دنیا آمد .  وی در ۸ ژانویه [سبک قدیمی: ۲۶ دسامبر ۱۹۰۷] ۱۹۰۸  در شرایط سخت روحی در سن ۲۷ سالگی در باکو با مصرف سم خودکشی نمود.